# Belgische Kaserne (Ljubljana)

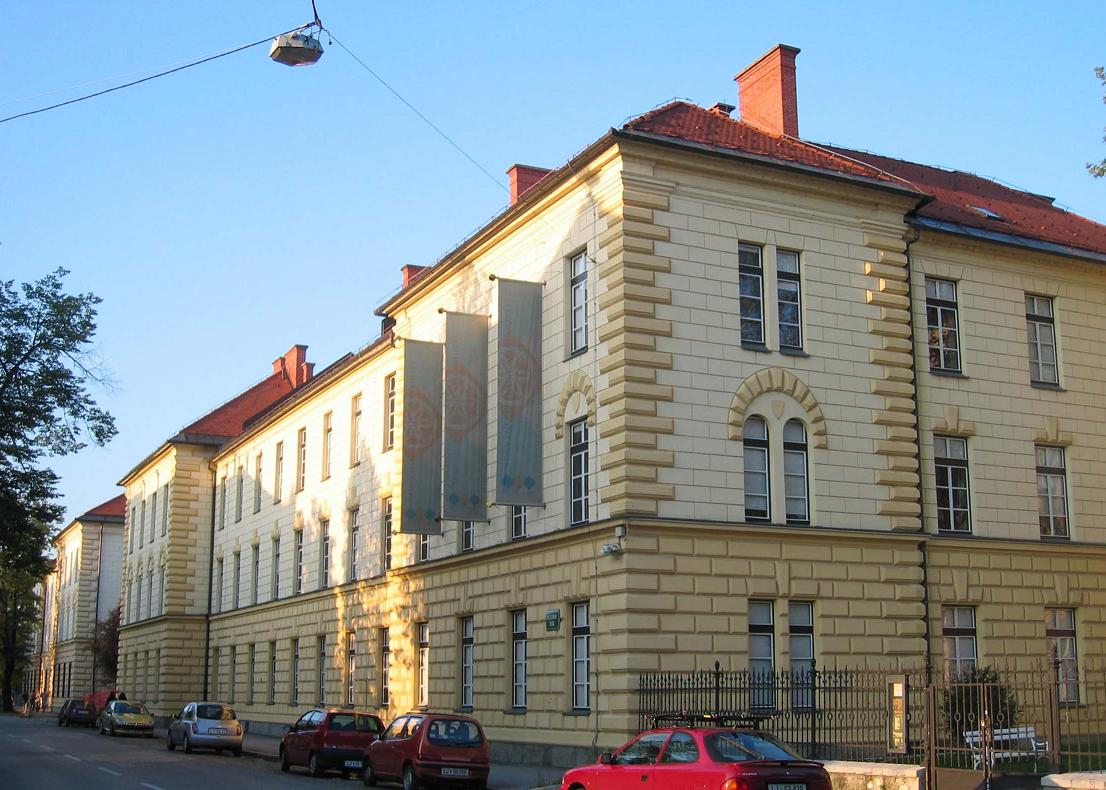
Gebäudekomplex Belgische Kaserne (Museumskomplex Metelkova), Ljubljana

Als Belgische Kaserne (slowenisch Belgijska vojašnica) oder auch slowenisch Mestna pehotna vojašnica (Städtische Infanteriekaserne) wurde ein zwischen 1882 und 1895 erstellter Kasernenkomplex im heutigen Stadtzentrum von Ljubljana (Slowenien) bezeichnet, der bis 1993 militärisch genutzt wurde. Nachdem 1994 die Gemeinde Ljubljana und das Kulturministerium der Republik Slowenien Eigentümer geworden waren, wurde der nördliche Teil des Komplexes als Metelkova mesto bekannt. Im südlichen Teil wurden kulturelle Institutionen eingerichtet, darunter eine Außenstelle des Slowenischen Nationalmuseums, das Slowenische Ethnographische Museum und das Museum für Gegenwartskunst Metelkova. Der Komplex wird heute auch Kulturzentrum Metelkova (Kulturno sredisce Metelkova) genannt.

## Geschichte
Die Belgische Kaserne (auch Städtische Infanteriekaserne) war die erste Kaserne in Slowenien, die in einem städtebaulich geschlossenen Pavillonsystem gebaut wurde. Der Bau begann 1882 und endete 1895 im Bereich des heutigen Stadtzentrums, begrenzt von  den heutigen Masarykova- und Metelkova-Straßen begrenzt wurde. Neben dem Hauptgebäude wurden 25 weitere Gebäude errichtet. Benannt wurde die Kaserne nach dem österreichisch-ungarischen 27. Infanterieregiment, dessen Ehrenkommandeur Albert I., König der Belgier, war.
Nach dem Ende des Ersten Weltkriegs beherbergte die Kaserne in den Jahren 1918–1922 eine Bildungseinrichtung für Blinde, zunächst für blinde Kriegsveteranen, dann auch für Kinder. Im selben Jahr begannen auch slowenische Pfadfinder, die Kaserne als Hauptquartier zu nutzen. Damals trug die Kaserne den Namen Vojvode-Mišić-Kaserne.
Während des Zweiten Weltkriegs nutzten die italienischen Besatzer die Kaserne (aufgrund ihrer Nähe zum Bahnhof) als zentralen Versammlungsort für die internierten Bürger Ljubljanas. Nach dem Krieg wurde die Kaserne von den Jugoslawischen Streitkräften übernommen und in Kaserne des 4. Juli umbenannt.
Nach der Unabhängigkeit Sloweniens übernahm das Verteidigungsministerium der Republik Slowenien das Eigentum an dem Komplex, und 1994 übernahmen die Gemeinde Ljubljana und das Kulturministerium der Republik Slowenien das Eigentum. Der nördliche Teil des Komplexes ist als Metelkova mesto bekannt, während sich im südlichen Teil Ausstellungsräume und Depots des Slowenischen Nationalmuseums, des Slowenischen Ethnographischen Museums und des Museums für Gegenwartskunst Metelkova.

## Architektur
Die Kasernengebäude sind im Neo-Renaissance-Stil österreichisch-ungarischer öffentlicher Bauten gestaltet: Die Pläne stammen vom damaligen Stadtbaumeister Adolf Wagner. Der Komplex grenzt im Norden an den Hauptbahnhof und im Süden an den Platz, der 1906 von Bürgermeister Hribar in Erinnerung an die Versammlungen des nationalen Erwachens Tabor genannt wurde.
Für die Bedürfnisse neu eingerichteter Kulturinstitutionen im südlichen Teil des Gebietes wurden Gebäude restauriert, umgebaut und auf der Hofseite teilweise durch moderne Architektur ergänzt. Die historischen Straßenfronten der Bauwerke blieben erhalten. Alle Projekte wurden von den Architekten Samo und Gorazd Groleger zusammen mit Miroslav Kvas geleitet. Die Planungen und Bauarbeiten fanden Ende der 1990er / Anfang der 2000er Jahre statt.

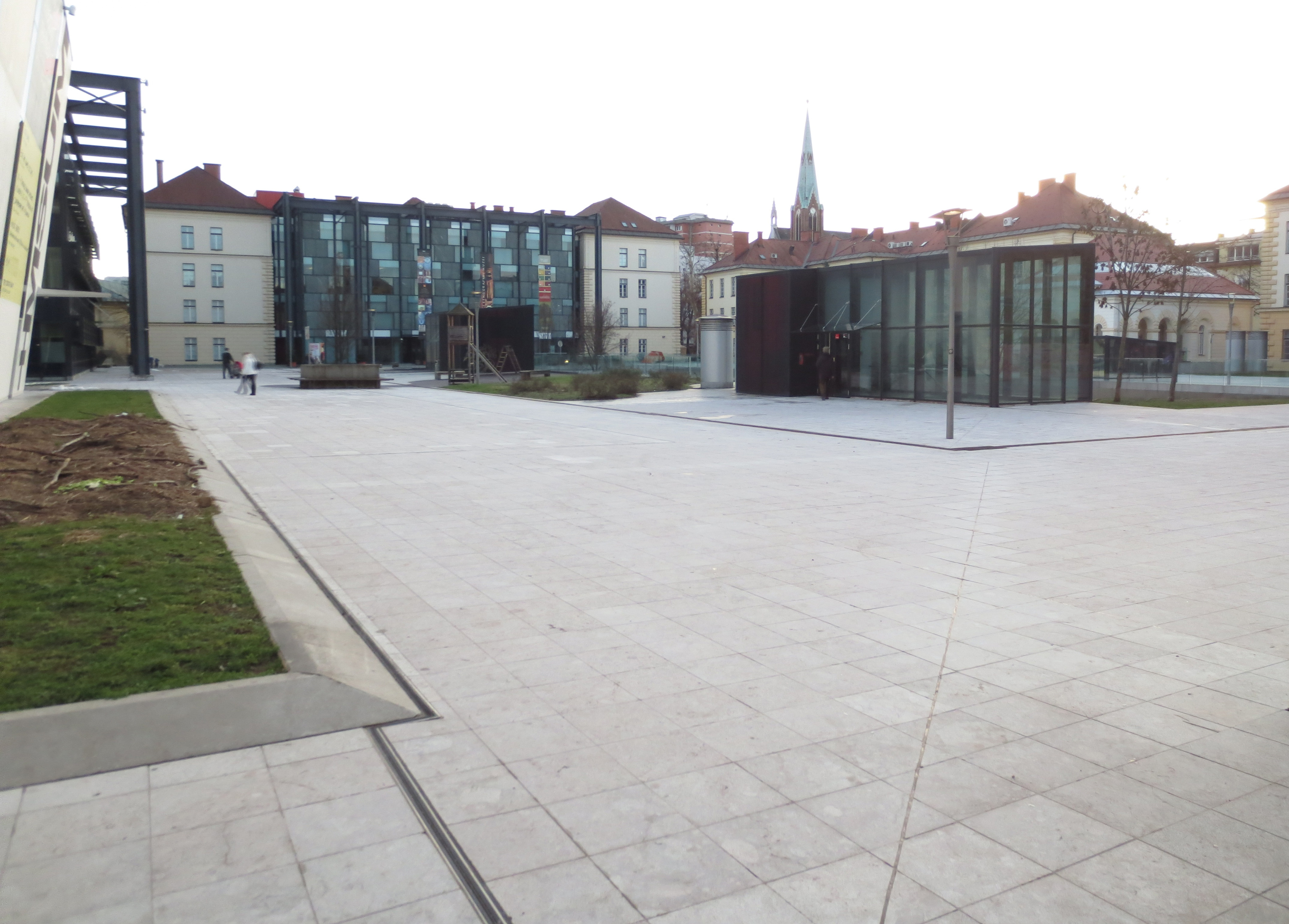
Innenhof des Medelkova-Museumskomplexes mit Blick auf das Ethnographische Museum
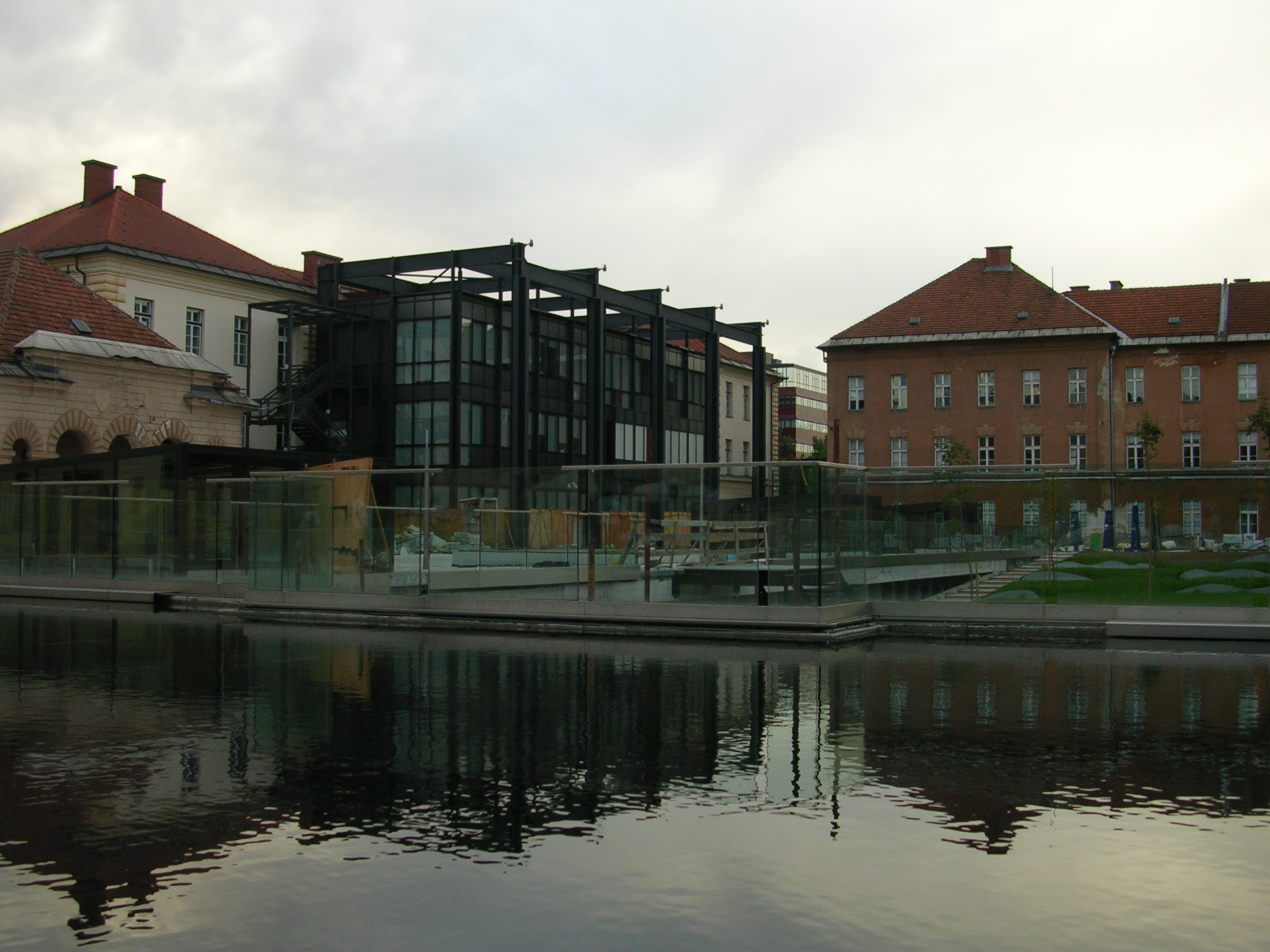
Kulturzentrum Metelkova (2007)
Museum für Gegenwartskunst Metelkova
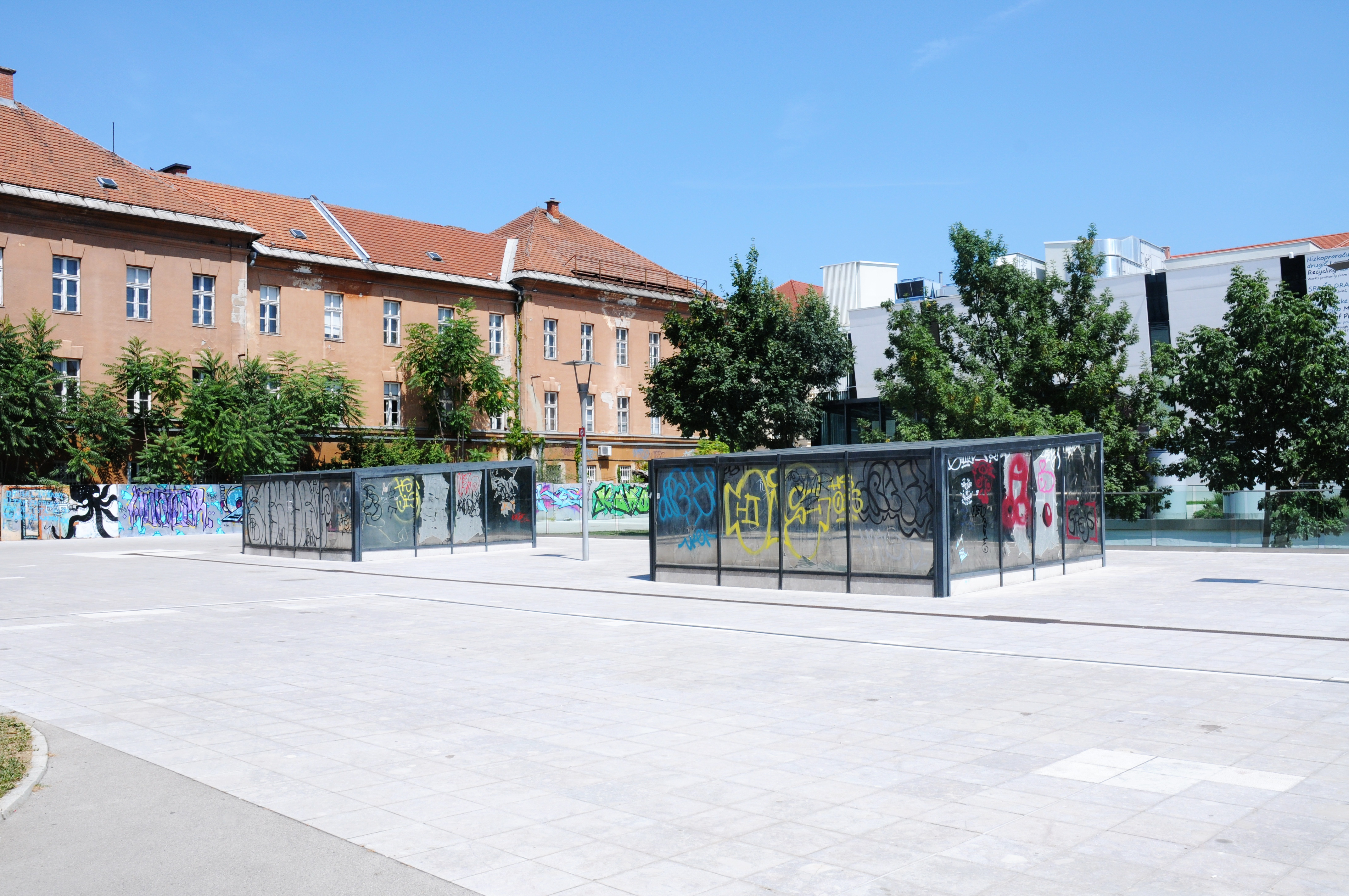
Platz vor dem Museum für Gegenwartskunst Metelkova (2017)
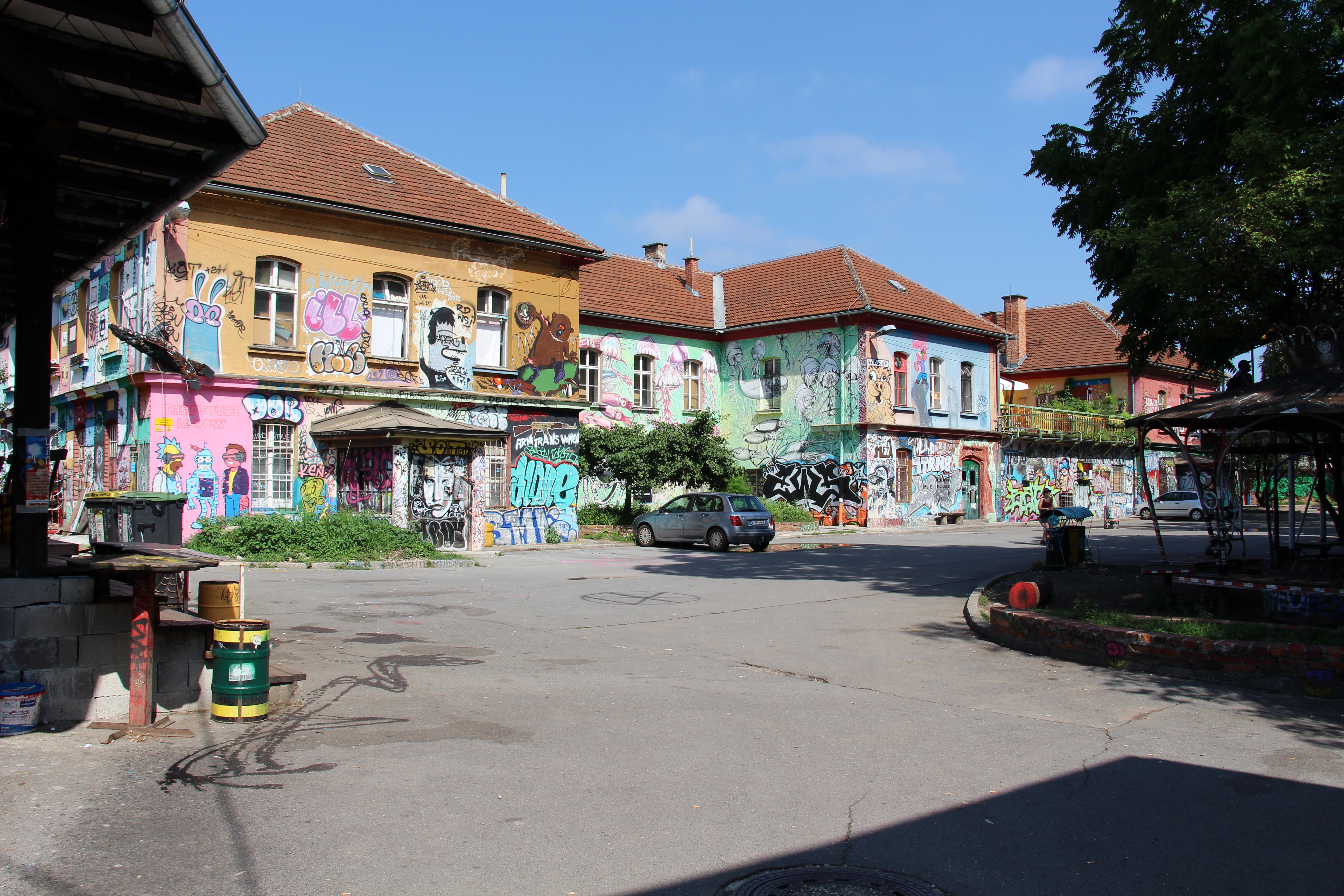
Metelkova mesto (2019)